# Mulgrew Miller

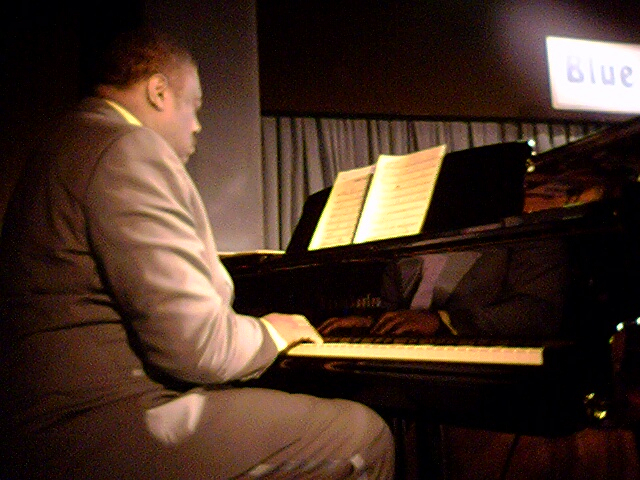
Mulgrew Miller in 2004

Mulgrew Miller (Greenwood (Mississippi), 13 augustus 1955 – Allentown (Pennsylvania), 29 mei 2013) was een Amerikaanse jazz-pianist en componist. Hij speelde in de traditie van Oscar Peterson, McCoy Tyner en Kenny Barron en was invloedrijk in de jaren tachtig en negentig.

## Biografie
Miller speelde gospel in de kerk en rhythm & blues op dansavonden. Zijn interesse ging uit naar jazz en tijdens zijn highschool-tijd had hij een trio waarmee hij op cocktailparties speelde. Nadat hij Oscar Peterson op de televisie had gezien, besloot Miller definitief jazzpianist te worden. Hij studeerde aan Memphis State University, waar hij bevriend raakte met James Williams en Donald Brown, die later eveneens bekende jazzpianisten werden. In de jaren negentig zouden zij samenspelen in de pianogroep Contemporary Piano Ensemble. De leden van dit ensemble deelden onder meer een bewondering voor de pianist Phineas Newborn.
In 1977 werd Miller pianist in de Ellington-ghostband en zou daar drie jaar actief zijn. In 1980 was hij acht maanden lang de begeleider van zangeres Betty Carter en daarna speelde hij kort bij Johnny Griffin. Van 1981 tot 1983 maakte Miller deel uit van het kwintet van Woody Shaw (waarmee hij voor het eerst opnamen maakte) en in de periode 1983-1986 was hij pianist bij Art Blakey's Jazz Messengers. Miller speelde ruim zeven jaar in de groep van drummer Tony Willams (1986-1993). In de jaren tachtig ging hij ook met eigen groepen werken. Meestal speelde hij met een trio, maar hij leidde ook de grotere groep Wingspan, waarmee hij enkele albums opnam. Zijn eerste plaat als leider verscheen in 1985. Musici waarmee hij veel speelde waren de vibrafonist Steve Nelson en drummer Tony Reedus.
Miller speelde mee op honderden platen. Hij is te horen op albums van bijvoorbeeld Terence Blanchard, Bobby Watson, Steve Turre, Benny Golson, Wallace Roney, Freddie Hubbard, Sonny Fortune, Donald Byrd, Toots Thielemans, Steve Swallow, Joe Lovano, Gary Bartz, Larry Coryell en Gary Burton.
Miller was hoofd jazzstudies aan William Paterson University en artist in residence aan Lafayette College (2008-2009).
De pianist overleed op 57-jarige leeftijd aan de gevolgen van een beroerte.

## Discografie (selectie)
- Keys to the City, Landmark Records, 1985
- Work!, Landmark Records, 1986
- Wingspan, Landmark Records, 1987
- The Countdown, Landmark Records, 1988
- From Day to Day, Landmark Records, 1990
- Landmarks, Landmark Records, 1992
- Time and Again, Landmark Records, 1992
- Hand in Hand, Novus Records, 1993
- With Our Own Eyes, Novus Records, 1994
- Getting to Know You, Novus Records, 1995
- The Sequel, MAXJAZZ, 2002
- Live at Yoshi's, Volume 1 & 2, MAXJAZZ, 2004/2005
- Survivor, Nagel-Heyer Records, 2006
- Live at the Kennedy Center, Volume 1 & 2, MAXJAZZ, 2006/2007
- Grew's Tune, Stunt Records, 2012